# Hamburg-Marienthal
Hamburg-Marienthal is een wijk in het stadsdistrict Hamburg-Wandsbek van de stad Hamburg. Als voormalige voorstadswijk van Wandsbek bestaat Marienthal vooral uit eengezinswoningen met veel groen.

## Geografie

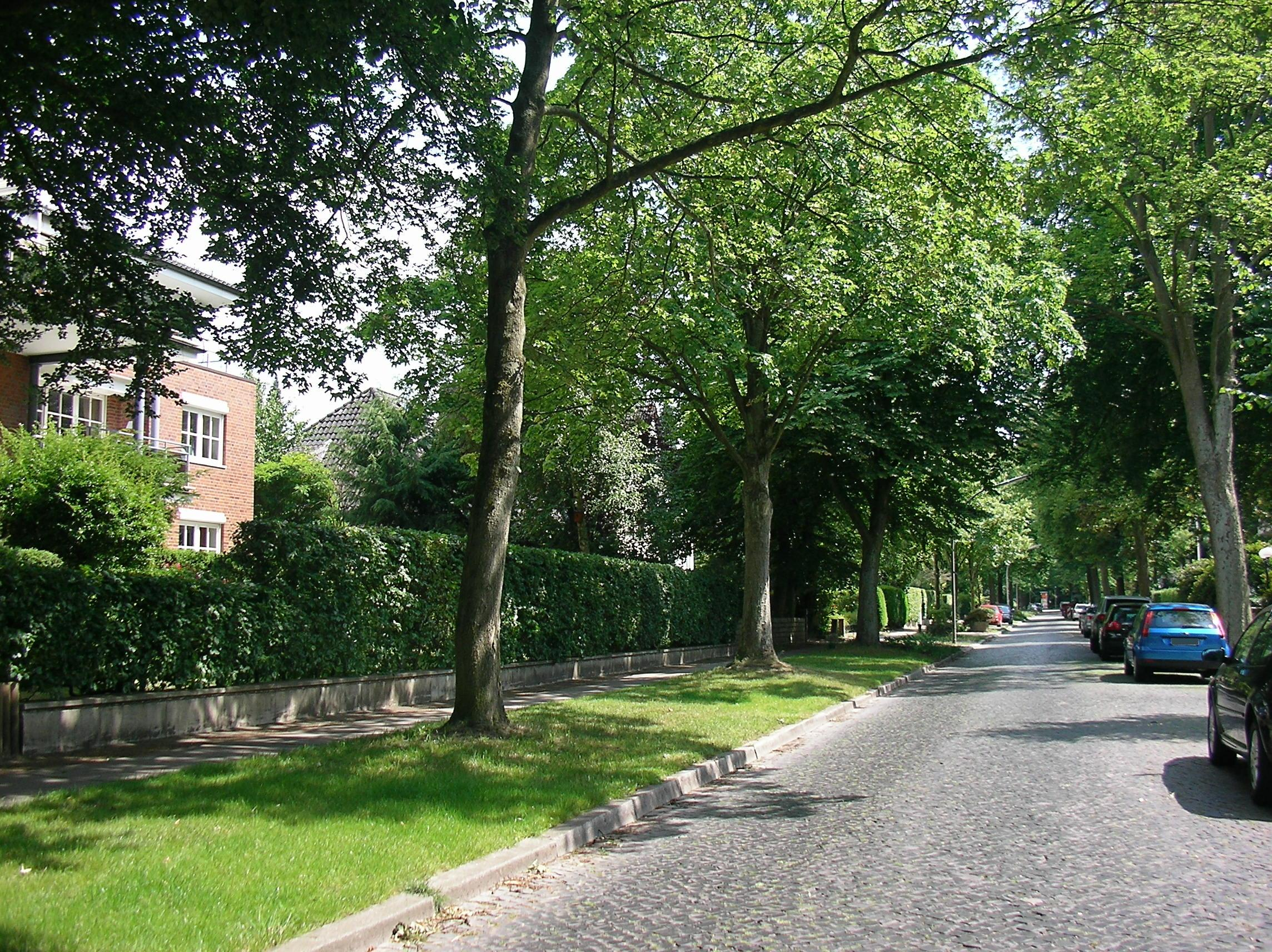
Typisch straatbeeld in Marienthal

Marienthal grenst in het noorden aan Wandsbek, in het oosten aan Jenfeld en in het zuiden en zuidwesten aan de wijken Horn en Hamm van het district Hamburg-Mitte. De wijk telt 13.471 inwoners.

## Geschiedenis
Het ontstaan van Marienthal is nauw met de geschiedenis van Wandsbek verbonden
Het Gut Wandsbek behoorde sinds 1460 tot het Koninkrijk Denemarken en wisselde vaak van eigenaar. In 1762 behoorde het aan de koopman en raadsman van de Deense koning Heinrich Carl Graf von Schimmelmann, die in het zuiden van het dorp, het grondgebied van het huidige Marienthal, het Wandsbeker Schloss liet bouwen en bijhorend park aanleggen.
In 1807 verkocht een nazaat het noordelijk deel aan de Deense staat en behield het zuidelijke deel in privé-eigendom. Dit laatste werd in 1857 door een speculant gekocht, die het kasteel liet slopen en het gebied verkavelde. Hij was het die de toelating kreeg dit gebied Marienthal te noemen, naar zijn dochter Marie.
Over de zelfstandigheid van Marienthal tegenover Wandsbek is jarenlang onduidelijkheid en betwisting gebleven. In 1938 werd het - net als Wandsbek - bij Hamburg gevoegd. In 1949/1951 werden de grenzen aangepast. Het is daardoor niet steeds duidelijk waar de grens ligt. Zo ligt de spoorweghalte Station Hamburg-Wandsbek in Marienthal.

## Referentie
Bergstedt · Bramfeld · Duvenstedt · Eilbek · Farmsen-Berne · Hummelsbüttel · Jenfeld · Lemsahl-Mellingstedt · Marienthal · Poppenbüttel · Rahlstedt · Sasel · Steilshoop · Tonndorf · Volksdorf · Wandsbek · Wellingsbüttel · Wohldorf-Ohlstedt